# Lapeirousia avasmontana
Lapeirousia avasmontana är en irisväxtart som beskrevs av Moritz Kurt Dinter. Lapeirousia avasmontana ingår i släktet Lapeirousia och familjen irisväxter.
Artens utbredningsområde är Namibia. Inga underarter finns listade i Catalogue of Life.